# Asociación OB

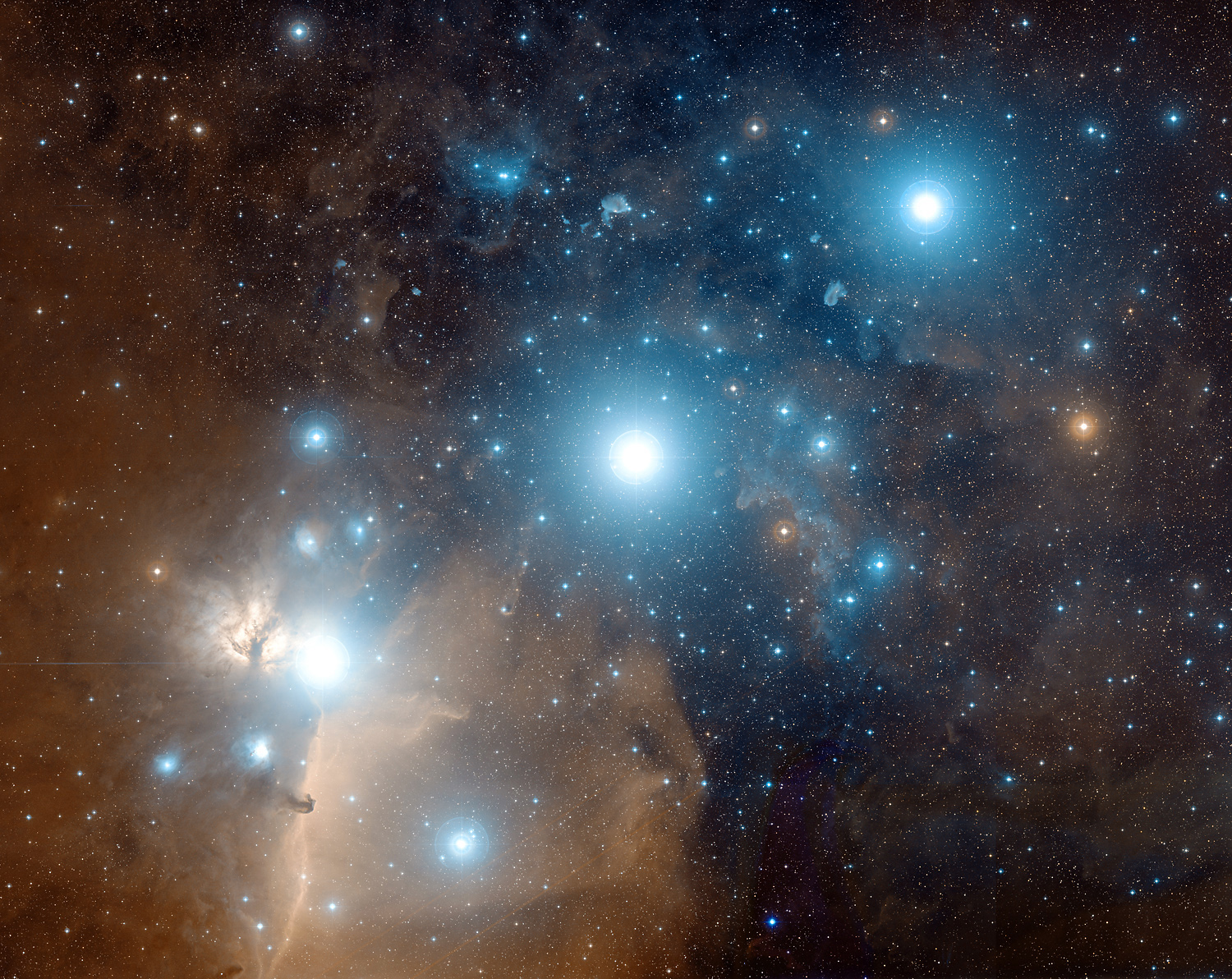
Cinturón de Orión; Los ricos campos de estrellas de fondo forman la parte central de una asociación OB conocida como Orión. OB1b.

En astronomía, el término asociación OB se refiere a un grupo de estrellas jóvenes, calientes y masivas de clase espectral O y B (de ahí el nombre) que se encuentran dentro de una estrecha región del espacio y que emiten una gran cantidad de luz ultravioleta que ioniza el gas circundante, formando una región H II. Estas asociaciones OB son cúmulos estelares que pueden contener desde unas pocas unidades hasta cientos de estrellas (en este último caso se denominan superasociaciones OB). Estas asociaciones surgen primero en regiones relativamente pequeñas del espacio. El gas y el polvo que quedan después de la formación de las estrellas son expulsados y las estrellas restantes ya no están ligadas gravitacionalmente. Se cree que el 90% de las estrellas de nuestra galaxia se formaron en este tipo de asociaciones. 
El hecho de que las estrellas de tipo O y B tengan una vida corta implica que las asociaciones OB también son muy jóvenes (astronómicamente hablando): tienen entre 5 y 50 millones de años. Se trata, por tanto, de zonas privilegiadas para estudiar la formación estelar.
Se encuentran generalmente en los discos de las galaxias espirales, en las que se llevan a cabo procesos de muy intensa formación estelar; como en los brazos espirales de la Vía Láctea y de otras galaxias. A menudo se encuentran cerca de nubes moleculares gigantes, donde se formaron las estrellas de la asociación. Al tener vidas cortas, estas estrellas no viajan lejos de su lugar de nacimiento. Las asociaciones OB pueden tener dimensiones importantes, incluso cientos de años luz, con estrellas muy dispersas, y debido a las fuerzas de marea galácticas, tienden a dispersarse en tiempos astronómicamente muy cortos. Paradójicamente, podemos conocer más fácilmente las asociaciones OB de otras galaxias que las de la nuestra, debido a la presencia de nubes oscuras que enmascaran la mayoría de los objetos dentro de la Vía Láctea.
El satélite Hipparcos ha permitido detectar una decena de asociaciones de este tipo en un radio de 650 pársecs alrededor del Sol, siendo la más cercana la asociación Scorpio-Centaurus situada a sólo 400 años luz del Sol.
La constelación de Orión está ocupada en gran parte por la Asociación Orión OB1, ubicada aproximadamente a 1500 años luz del Sol.
Similares a estas son las asociaciones R, en las que estrellas jóvenes masivas están inmersas en una tenue nebulosidad; la radiación de estas estrellas ilumina parte del gas, formando nebulosas de reflexión.

## Principales asociaciones
Se han detectado asociaciones OB en la Gran Nube de Magallanes , así como en la Galaxia Andrómeda y la Galaxia del Triángulo (M33). Estas asociaciones pueden tener un diámetro de hasta 1.500 años luz.

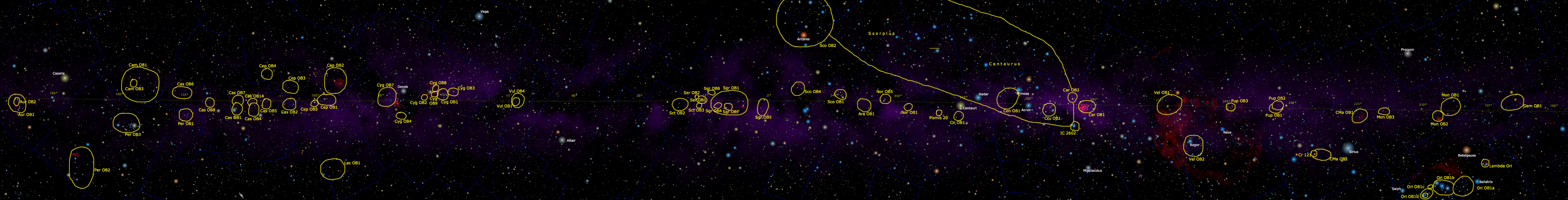
Mapa de la Vía Láctea destacando las principales asociaciones OB.

| Principales asociaciones OB |                 |             |                            |                            |                          |                                   |   |
| Nombre                      | Ascensión recta | Declinación | Coordenadas galácticas     | Distancia al Sol - pc (al) | Brazo al que pertenece   | Objetos notables asociados        |   |
| Sagitarius OB5              | 17 h 55 m       | −28°′″      | l=0°; b=−1,0°              | 3000 (9800)                | Brazo de Sagitario       | —                                 |   |
| Sagitarius OB1              | 18 h 10 m       | −22°′″      | l=9,0°; b=0°               | 1500 (4900)                | Brazo de Sagitario       | M8; Sh2-34                        |   |
| Sagitarius OB7              | 18 h 15 m       | −20°′″      | l=10,5°; b=−1,5°           | 1750 (5700)                | Brazo de Sagitario       | Sh2-35; Sh2-37                    |   |
| Sagittarius OB4             | 18 h 17 m       | −19°′″      | l=12,0°; b=−1,0°           | 2400 (7800)                | Brazo de Sagitario       | M24                               |   |
| Sagitarius OB6              | 18 h 13 m       | −16°′″      | l=14,0°; b=+1,0°           | —                          | Brazo de Sagitario       | —                                 |   |
| Serpens OB1                 | 18 h 21 m       | -15°′″      | l=17,0°; b=0°              | 1700 (5540)                | Brazo de Sagitario       | M16; M17; NGC 6611                | — |
| Scutum OB3                  | 18 h 26 m       | −14°′″      | l=17,5°; b=−1,0°           | 1700 (5540)                | Brazo de Sagitario       | Sh2-50                            |   |
| Serpens OB2                 | 18 h 21 m       | −12°′″      | l=18,5°; b=+1,5°           | 1700 (5540)                | Brazo de Sagitario       | M16; NGC 6604                     |   |
| Scutum OB2                  | 18 h 35 m       | −09°′″      | l=23,0°; b=−0,5°           | —                          | Brazo de Sagitario       | —                                 |   |
| Sagita OB1                  | 19 h 45 m       | +24°′″      | l=60,5°; b=0°              | 2300 (7500)                | Brazo de Orión           | Sh2-86; Sh2-87; Sh2-88            |   |
| Sagita OB4                  | 19 h 44 m       | +24°′″      | l=60,5°; b=+0,5°           | 1000 (3300)                | Brazo de Orión           | Sh2-82 y Sh2-91                   |   |
| Cygnus OB3                  | 20 h 09 m       | +35°′″      | l=72,5°; b=+2,0°           | 2300 (7500)                | Brazo de Perseo          | —                                 |   |
| Cygnus OB1                  | 20 h 19 m       | +37°′″      | l=75,5°; b=+1,0°           | 1800 (5870)                | Brazo de Orión           | Cygnus X                          |   |
| Cygnus OB8                  | 20 h 19 m       | +40°′″      | l=77,5°; b=+3,5°           | 2300 (7500)                | Brazo de Orión           | —                                 |   |
| Cygnus OB9                  | 20 h 28 m       | +40°′″      | l=78,0°; b=+1,5°           | 1750 (5700)                | Brazo de Orión           | Cygnus X                          |   |
| Cygnus OB2                  | 20 h 34 m       | +41°′″      | l=80,3°; b=+1,0°           | 1800 (5870)                | Brazo de Orión           | Cygnus X                          |   |
| Cygnus OB4                  | 21 h 07 m       | +39°′″      | l=82,5°; b=−7,5°           | 1100 (3600)                | Brazo de Orión           | —                                 |   |
| Cygnus OB7                  | 21 h 05 m       | +50°′″      | l=90,0°; b=+2,0°           | 800 (2600)                 | Brazo de Orión           | NGC 7000; IC 5070                 |   |
| Cefeo OB2                   | 21 h 55 m       | +59°′″      | l=102,5°; b=+5,5°          | 900 (2900)                 | Brazo de Orión           | IC 1396; Sh2-134                  |   |
| Cefeo OB1                   | 22 h 23 m       | +56°′″      | l=103,0°; b=−2,0°          | 3500 (11400)               | Brazo de Perseo          | Sh2-132                           |   |
| Cefeo OB6                   | 22 h 28 m       | +57°′″      | l=104,0°; b=−0,5°          | 270 (880)                  | Brazo de Orión           |                                   |   |
| Lacerta OB1                 | 22 h 35 m       | +43°′″      | l=98,0°; b=−13,0°          | 370 (1200)                 | Brazo dieOrión           | Sh2-126                           |   |
| Cefeo OB5                   | 22 h 59 m       | +58°′″      | l=108,5°; b=−3,0°          | 2100 (6850)                | Brazo de Perseo          | NGC 7380                          |   |
| Cefeo OB3                   | 23 h 01 m       | +63°′″      | l=111,0°; b=+3,5°          | 720 (2350)                 | Brazo de Orión           | Sh2-155; Sh2-160                  |   |
| Cassiopeia OB2              | 23 h 15 m       | +61°′″      | l=112,0°; b=0°             | 3390 (11050)               | Brazo de Perseo          | Sh2-157                           |   |
| Cassiopeia OB5              | 23 h 59 m       | +63°′″      | l=116,5°; b=−0,5°          | 2200 (7200)                | Brazo de Perseo          | Sh2-172; Sh2-173; Sh2-177         |   |
| Cefeo OB4                   | 00 h 01 m       | +67°′″      | l=118,0°; b=+4,0°          | 845 (2755)                 | Brazo de Orión           | Ced 214; NGC 7822                 |   |
| Cassiopeia OB4              | 00 h 29 m       | +63°′″      | l=120,5°; b=0°             | 2400 (7800)                | Brazo de Perseo          | NGC 103                           |   |
| Cassiopeia OB14             | 00 h 28 m       | +64°′″      | l=120,5°; b=+0,5°          | 1100 (3600)                | Brazo de Orión           | LDN 1287                          |   |
| Cassiopeia OB7              | 00 h 56 m       | +64°′″      | l=123,0°; b=+1,0°          | 2000 (6500)                | Brazo de Perseo          | —                                 |   |
| Cassiopeia OB1              | 01 h 00 m       | +61°′″      | l=124,0°; b=−2,0°          | 2000 (6500)                | Brazo de Perseo          | Sh2-186                           |   |
| Cassiopeia OB8              | 01 h 49 m       | +61°′″      | l=129,5°; b=−1,0°          | 2600 (8500)                | Brazo de Perseo          | M103; NGC 654; NGC 663            |   |
| Perseo OB1                  | 02 h 57 m       | +57°′″      | l=134,0°; b=−4,0°          | 1800 (5870)                | Brazo de Perseo          | Cúmulo Doble de Perseo            |   |
| Cassiopeia OB6              | 02 h 40 m       | +61°′″      | l=136,0°; b=+1,0°          | 2100 (6800)                | Brazo de Perseo          | IC 1805; IC 1848                  |   |
| Camelopardalis OB1          | 03 h 30 m       | +59°′″      | l=142,0°; b=+2,0°          | 1000 (3260)                | Brazo de Orión           | NGC 1502; Sh2-202; vdB 14; vdB 15 |   |
| Perseo OB3                  | 03 h 22 m       | +49°′″      | l=147,0°; b=−6,0°          | 184 (600)                  | Brazo de Orión           | Mel 20                            |   |
| Camelopardalis OB3          | 03 h 59 m       | +57°′″      | l=147,0°; b=+3,0°          | 4000 (13000)               | Brazo de Norma           | NGC 1491; Sh2-204                 |   |
| Perseo OB2                  | 03 h 55 m       | +35°′″      | l=160,0°; b=−17,0°         | 300 (980)                  | Brazo de Orión           | NGC 1333; IC 342; NGC 1499        |   |
| Auriga OB1                  | 05 h 25 m       | +34°′″      | l=173,0°; b=−1,0°          | 1100/2000 (3600/6520)      | Brazo de Perseo          | IC 417; NGC 1931                  |   |
| Auriga OB2                  | 05 h 29 m       | +34°′″      | l=173,0°; b=0°             | 3000/6300 (9800/20500)     | Braczo de Cigni          | Sh2-230; IC 410                   |   |
| Géminis OB1                 | 06 h 15 m       | +22°′″      | l=189,0°; b=0°             | 1500 (4900)                | Brazo de Perseo          | Sh2-248; Sh2-249                  |   |
| λ Ori (Orión OB2)           | 05 h 37 m       | +09°′″      | l=196,0°; b=−12,0°         | 450 (1470)                 | Brazo de Orión           | Sh2-264                           |   |
| Monoceros OB1               | 06 h 40 m       | +10°′″      | l=202,0°; b=+2,0°          | 760 (2480)                 | Brazo de Orión           | Sh2-273; NGC 2264                 |   |
| Monoceros OB2               | 06 h 34 m       | +05°′″      | l=207,0°; b=−1,5°          | 1600 (5200)                | Brazo de Perseo          | Sh2-275                           |   |
| Orión OB1                   | 05 h 30 m       | 0°′″        | l=207,0°; b=−19,0°         | 430 (1400)                 | Brazo de Orión           | Complejo de Orión; M42            |   |
| Monoceros OB3               | 06 h 59 m       | −05°′″      | l=217,5°; b=−0,5°          | 2100 (6850)                | Brazo de Perseo          | Sh2-287                           |   |
| Canis Maior OB1             | 07 h 15 m       | −11°′″      | l=223,0°; b=−1,5°          | 1000 (3260)                | Brazo de Orión           | IC 2177; Cr 121                   |   |
| Canis Maior OB2             | 07 h 15 m       | −11°′″      | l=235,0°; b=−8,0°          | 590 (1920)                 | Brazo de Orión           | M41                               |   |
| Puppis OB1                  | 07 h 54 m       | −27°′″      | l=244,0°; b=+0,5°          | 2500 (8150)                | Brazo de Perseo          | NGC 2467                          |   |
| Puppis OB2                  | 07 h 54 m       | −27°′″      | l=245,0°; b=+0,5°          | 4300 (14000)               | Brazo de Perseo          | —                                 |   |
| Puppis OB3                  | 08 h 16 m       | −36°′″      | l=253,5°; b=0°             | 3300 (10760)               | Brazo de Perseo          | RCW 19                            |   |
| Vela OB2                    | 08 h 02 m       | −46°′″      | l=263,0°; b=−8,0°          | 420 (1370)                 | Brazo de Orión           | Cr 173; Nebulosa Gum              |   |
| Vela OB1                    | 08 h 52 m       | −45°′″      | l=265,5°; b=−0,5°          | 1700 (5540)                | Brazo de Orión           | Vela Molecular Ridge              |   |
| Carina OB1                  | 10 h 35 m       | −59°′″      | l=286,0°; b=−0,5°          | 2300 (750)                 | Brazo de Sagitario       | NGC 3372; Tr 14; Tr 16            |   |
| Carina OB2                  | 11 h 07 m       | −60°′″      | l=290,5°; b=+0,5°          | 2200 (7200)                | Brazo de Sagitario       | RCW 54                            |   |
| Crux OB1                    | 11 h 42 m       | −63°′″      | l=295,0°; b=−1,0°          | 2500 (8150)                | Brazo de Sagitario       | IC 2944                           |   |
| Centaurus OB1               | 13 h 01 m       | −62°′″      | l=304,0°; b=+1,0°          | 2400 (7820)                | Brazo de Sagitario       | RCW 75                            |   |
| Circinus OB1                | 14 h 46 m       | −62°′″      | l=316,0°; b=−2,5°          | 3300 (10700)               | Brazo de Escudo-Centauro | Pismis 20                         |   |
| Scorpius-Centaurus          | 11-16h          | −25° - −65° | l=290 - 350°; b=+25 - −25° | 2400 (7820)                | Brazo de Orión           | Scorpius OB2; IC 2602             |   |
| Norma OB1                   | 16 h 00 m       | −53°′″      | l=328,0°; b=−0,5°          | 3000 (9800)                | Brazo de Escudo-Centauro | —                                 |   |
| Norma OB5                   | 16 h 14 m       | −49°′″      | l=333,0°; b=+2,5°          | —                          | Brazo de Scudo-Crux      | —                                 |   |
| Ara OB1a                    | 16 h 41 m       | −48°′″      | l=337,0°; b=−0,1°          | 1400 (4560)                | Brazo de Sagitario       | NGC 6193                          |   |
| Ara OB1b                    | 16 h 42 m       | −46°′″      | l=338,0°; b=0°             | 3500 (4560)                | Brazo de Escudo-Centauro | —                                 |   |
| Scorpius OB1                | 16 h 41 m       | −48°′″      | l=344,0°; b=+1,5°          | 1900 (6200)                | Brazo de Sagitario       | RCW 113                           |   |
| Scorpius OB4                | 17 h 15 m       | −34°′″      | l=352,5°; b=+3,0°          | —                          | Brazo de Sagitario       | NGC 6357                          |   |